# Sant’Anastasia al Palatino
Koordinaten: 41° 53′ 17,3″ N, 12° 29′ 3″ O
Sant’Anastasia al Palatino, vollständig Basilica di Sant’Anastasia al Palatino, ist eine Kirche in Rom, die der heiligen Anastasia geweiht ist. Die bereits im 4. Jahrhundert gegründete erste frühchristliche Kirche war päpstliche Stationskirche und Titelkirche der römisch-katholischen Kirche. Sie steht im Rang einer Basilica minor. Der heutige Bau wurde gegen Ende des 8. und Anfang des 9. Jahrhunderts errichtet und später mehrfach verändert. Die Fassade stammt aus dem 17. Jahrhundert. 2020 übertrug Papst Franziskus die Kirche Sant’Anastasia al Palatino der Syrisch-katholischen Kirche.

## Lage und Patrozinium

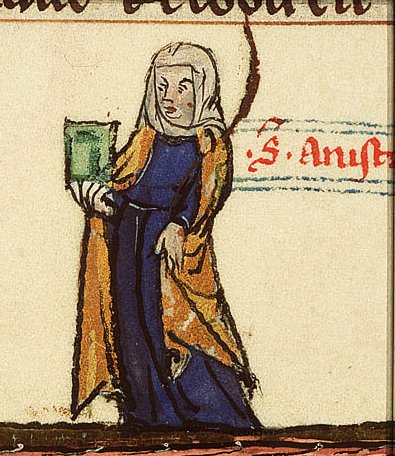
Hl. Anastasia von Sirmium mit Buch und Märtyrerpalme, Stundenbuch von Lüttich, 1250–1300

Die Kirche liegt an der gleichnamigen Piazza di Sant’Anastasia im XII. römischen Rione Ripa. Der frühchristliche Kirchenbau wurde über Fundamenten römischer Wohnhäuser des 2. und 3. Jahrhunderts im Stadtviertel Forum Boarium errichtet, und zwar in unmittelbarer Nähe zu der Höhle des Faunus-Lupercus, der sagenhaften Grotte von Romulus und Remus am Fuß des Palatin und unweit des Circus Maximus.
Die seit dem späten 4. Jahrhundert gebräuchliche Bezeichnung titulus Anastasiae wird zurückgeführt auf die heilige Anastasia von Sirmium als Kirchenpatronin (nicht identisch mit der Tochter Anastasia von Constantius Chlorus), die wahrscheinlich während der Christenverfolgungen unter Diokletian um 304 in Sirmium (heute Serbien) das Martyrium erlitten hat. Ihre Gebeine, die um 465 zunächst in die Anastasia-Kirche in Konstantinopel übertragen worden waren, befinden sich heute in ihrer Titelkirche in Rom sowie in der Kathedrale von Zadar / Kroatien und in der Anastasiakapelle (Benediktbeuern). Bereits Papst Leo der Große (440–461) hat im Jahr 457 eine Predigt in der nach der Märtyrerin benannten basilica sanctae Anastasiae gehalten. Auch auf der römischen Synode von 499 war der titulus Anastasiae durch drei Kleriker vertreten.
Die heilige Anastasia wird im Messkanon und in der Allerheiligenlitanei genannt. Weil ihr Fest am 25. Dezember gefeiert wird, wurde im 5. Jahrhundert in ihrer römischen Titelkirche eine eigene Stationsmesse eingeführt, die sich in der Folgezeit zu der zweiten Messe des Papstes am Weihnachtstag, der sogenannten Missa in aurora oder Hirtenmesse entwickelt hat und die heute nicht nur in ihrer Stationskirche in Rom, sondern allgemein in katholischen Kirchen als zweite Weihnachtsmesse (nach der Christmette) gefeiert wird.

## Baugeschichte
Wegen der Lage der Kirche in unmittelbarer Nähe des politischen und herrschaftlichen Zentrums der Stadt wird eine Verbindung der dort ansässigen Familien Römischer Senatoren und Stadtpräfekten mit dem ersten Kirchenbau vermutet. Das Datum der Erbauung kann erschlossen werden aus einer inhaltlich überlieferten Stifterinschrift, wonach Papst Damasus I. (366–384) die Titelkirche mit Malereien in der Apsis ausgestattet hat, die dann unter Papst Hilarius (461–468) durch ein Mosaik ersetzt worden sind. Auch eine noch im 17. Jahrhundert in der Kirche nachgewiesene Grabinschrift von 351 des damaligen Stadtpräfekten Clodius Adelphius deutet darauf hin, dass die frühchristliche Kirche in der Mitte des 4. Jahrhunderts errichtet worden ist. Eine weitere Inschrift besagt, dass zwischen 402 und 408 der Stadtpräfekt Flavius Macrobius Longinianus ein Baptisterium für diese Kirche gestiftet hat, von dem allerdings keine archäologischen Spuren gefunden wurden. Bei der frühchristlichen Kirche handelte es sich wahrscheinlich um eine einschiffige Saalkirche (oder bereits um einen dreischiffigen Bau) mit leicht eingezogenem Westteil vor der Apsis, der wegen der Verwendung älterer Bauteile auf unregelmäßigem Grundriss steht.
Unter Papst Leo III. (795–816) wurde der Gründungsbau zu einer dreischiffigen Basilika mit nicht vorstehendem Querschiff und Portikus verlängert auf die Maße 57 × 24 m. In diesem Bau im Stil der karolingischen Renaissance trennten je zehn Spoliensäulen mit ionischen Kapitellen das Langhaus von den Seitenschiffen, die ungleich breit waren. Ob die Säulen einen Architrav trugen oder Arkaden, konnte bisher nicht festgestellt werden. Das Mittelschiff hat eine Flachdecke. Der Triumphbogen wird von zwei freistehenden mächtigen Granitsäulen gestützt (vgl. Santa Maria in Trastevere, San Crisogono, San Pietro in Vincoli).
1210 stiftete Papst Innozenz III. zwei Ambonen. Zur Feier des Jubeljahrs 1475 ließ Papst Sixtus IV. die Basilika in gotisierendem Stil restaurieren und gotische Obergadenfenster einbauen. 1585 wurde der neue Hochaltar errichtet. 1605 erhielt die Basilika eine neue Fassade, die nach einem Sturm im Jahr 1640 bereits erneuert werden musste. 1679 wurde die Reliquienkapelle gebaut und 1703 das Querschiff eingewölbt. Bei der Gesamtrestaurierung von 1721/22 erhielt die Basilika im Innern ihr heutiges Aussehen.

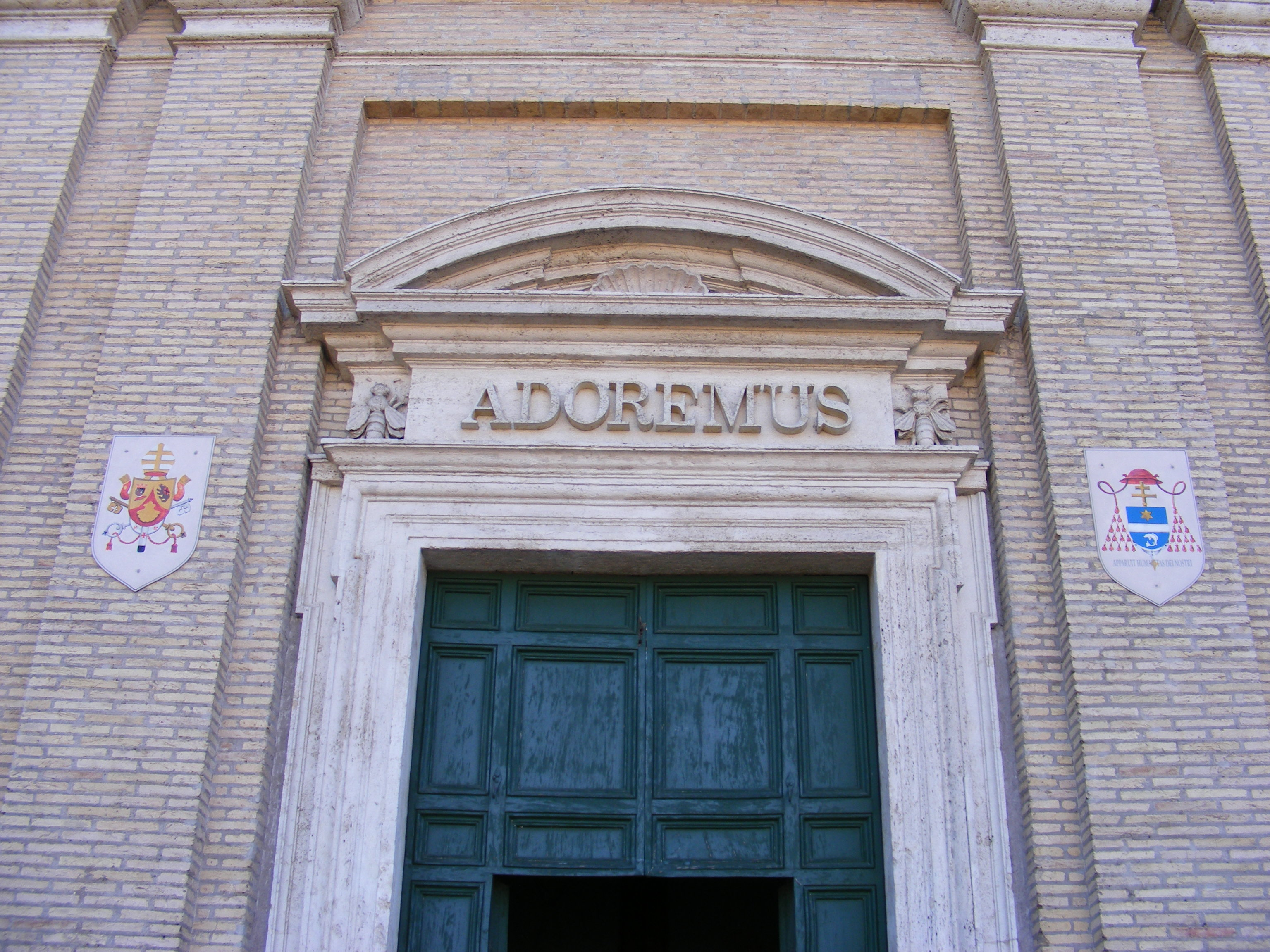
Portal der Basilika

## Äußeres
Die Fassade von 1640 entstand nach einem Entwurf von Luigi Arrigucci, eines Schülers von Gian Lorenzo  Bernini. Das breite untere Geschoss ist nur durch ein Programm abgestufter Pilaster mit einfachen Kapitellen gegliedert, dem jeweils zu beiden Seiten – auch ungewöhnlich in Rom – Glockentürmchen zur Seite gestellt sind. Oberhalb des Architravs und des umlaufenden Gesimses wiederholt sich die einfache Gliederung des Untergeschosses; lediglich die Kapitelle der Pilaster tragen etwas mehr Verzierung in Form von Kompositkapitellen. Im Giebel ist ein päpstliches Wappen eingefügt.

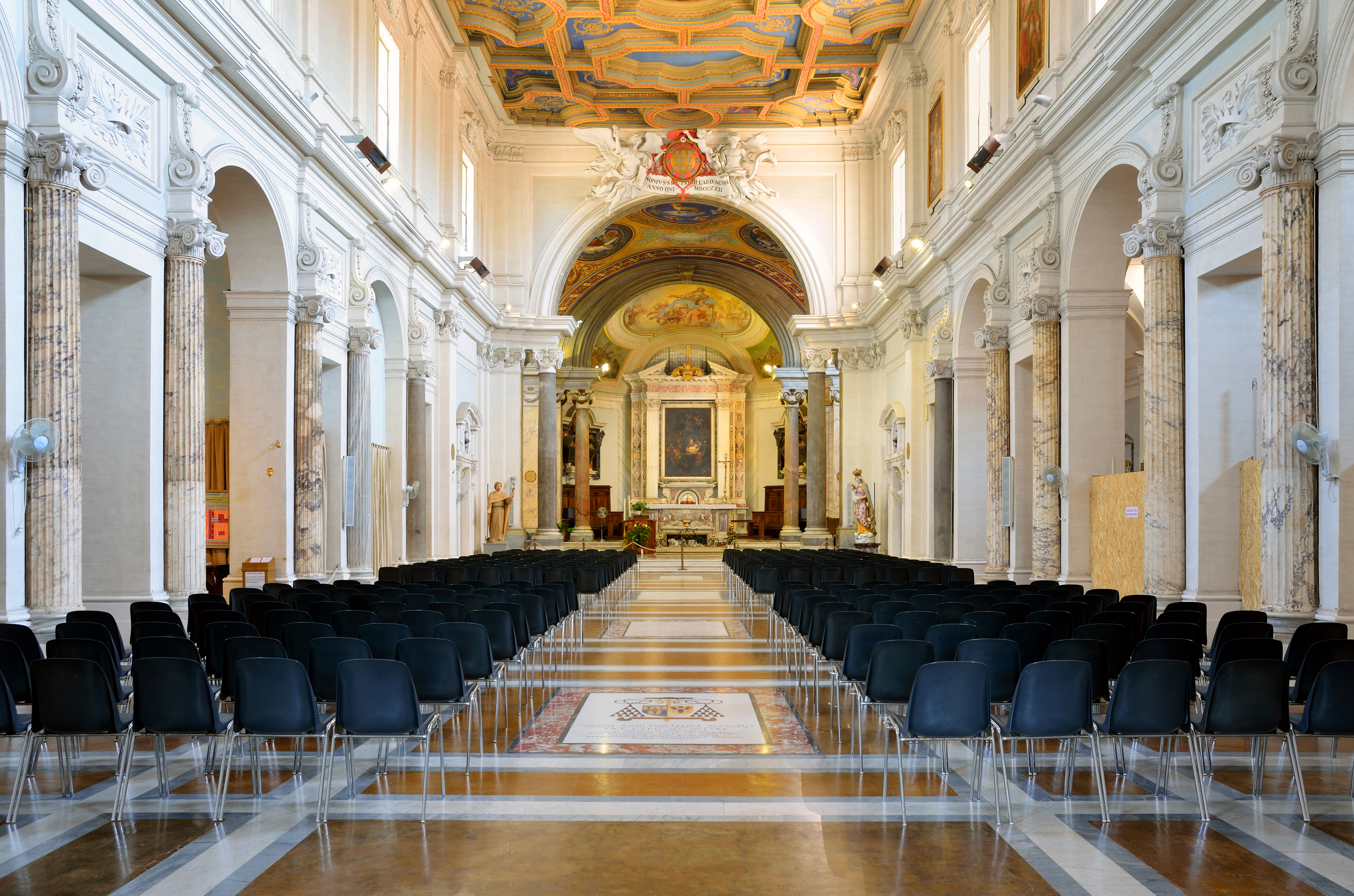
Das Innere der Basilika

## Inneres und Ausstattung

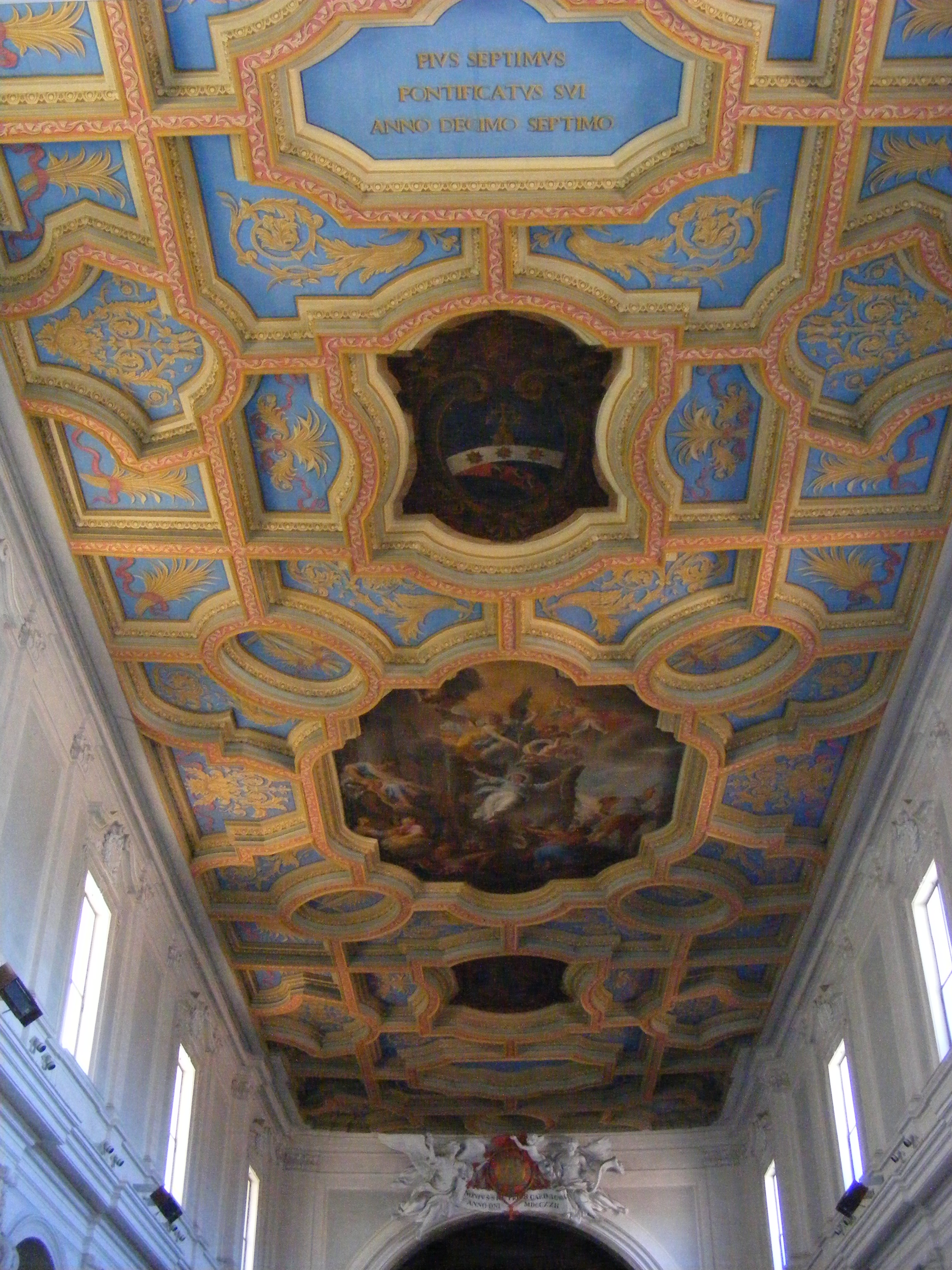
Kassettendecke

Das weiträumige barocke Innere der Kirche entstand beim letzten Umbau 1721/22, ausgeführt von dem maltesischen Architekten Carlo Gimacchi. Die antiken Säulen haben keine tragende Funktion mehr; sie sind als Gliederungselemente vor die Pfeiler gestellt und mit einheitlichen Kompositkapitellen versehen; den Abschluss zur Wandfläche bilden aufgestellte Voluten. Oberhalb des umlaufenden, gestuften Gesimses erhebt sich die hellblau gehaltene Fensterzone; den Fenstern sind Pilaster zur Seite gestellt. Die Kassettendecke erhielt im 19. Jahrhundert Bilder vom Martyrium der Kirchenpatronin sowie die Wappen von Pius VII. und Pius IX.

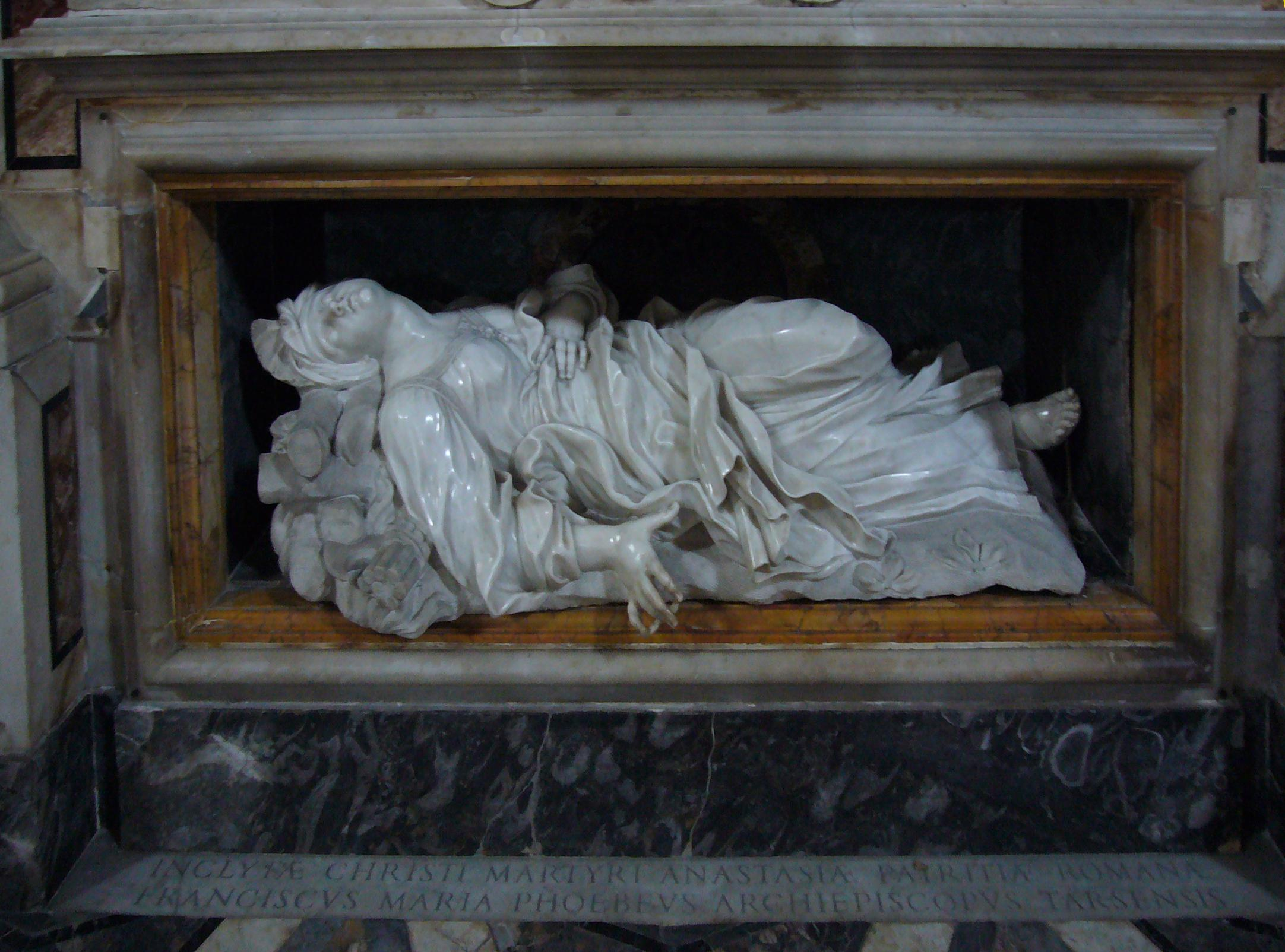
Die Figur der hl. Anastasia unter dem Hochaltar

Die von Bernini beeinflusste Marmorfigur der heiligen Anastasia unter dem Hochaltar wurde von Francesco Aprile begonnen und 1667 von Ercole Ferrata vollendet. Ein Bildnis des heiligen Hieronymus wird Domenichino zugeschrieben; es befindet sich in einem Baldachinaltar in der Kapelle am Ende des linken Seitenschiffes.

## Ausgrabungen
Unter der Kirche wurden die Ruinen eines Portikus aus dem 1. Jahrhundert n. Chr. und Reste von Gebäuden (Wohnhäuser, Läden und Werkstätten) des 2. und 3. Jahrhunderts n. Chr. freigelegt. Die Ausgrabungen sind jeweils sonntags zugänglich; interessierte Besucher können bei Piazza di S.Anastasia, 1 läuten.

## Öffnungszeiten
Die Kirche ist durchgehend geöffnet.

## Trivia
In dem Film In den Schuhen des Fischers wird der Hauptfigur Kiril Lakota (gespielt von Anthony Quinn) die Kardinalswürde in Verbindung mit der Titelkirche Sant’Anastasia verliehen.

## Kardinalpriester
- Liste der Kardinalpriester von Sant’Anastasia
- Liste der römischen Titelkirchen